# Liste des localités du kraï de Khabarovsk
Le kraï de Khabarovsk, comprend au 1er octobre 2021 436 localités, dont :
- 24 établissements urbains, dont :
  - 7 villes,
  - 17 communes urbaines,
- 412 établissements ruraux (dont 42 inhabités).

Dans la liste ci-dessous, les localités sont réparties (en termes de subdivisions) dans 6 villes de subordination régionale et 17 raïons. Au sein de l'organisation de l'autonomie locale (unités municipales), elles sont réparties entre 2 okrougs urbains et 17 raïons municipaux.
Les établissements ruraux peuvent avoir le statut de village (selo), de hameau (derevnia), de possiolok, etc.
La population de toutes les localités est donnée selon le recensement de 2021.
Lorsqu'elles sont situées dans un raïon administratif d'une ville d'importance régionale, les localités sont divisées en trois catégories :
- Ville d'importance régionale;
- Commune urbaines ;
- établissements ruraux.

## Villes de subordination régionale (okrougs urbains)

### Ville (okroug urbain) de Khabarovsk

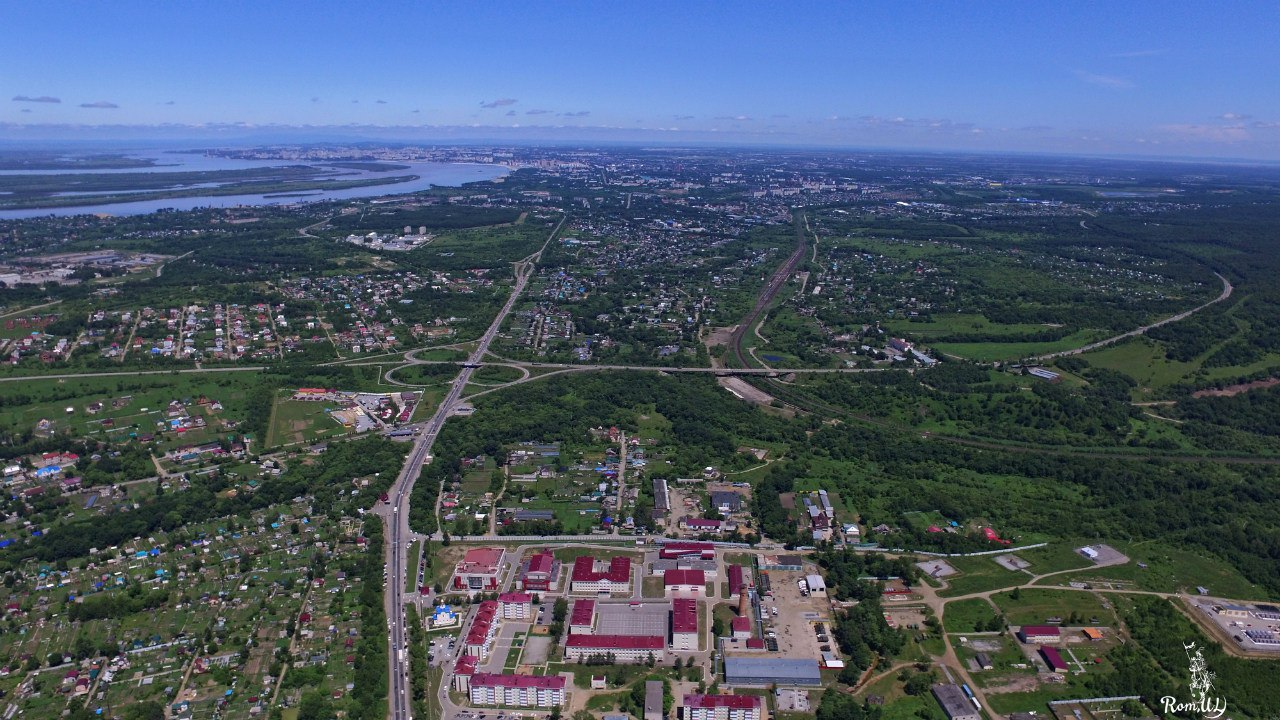
Khabarovsk vue du sud.

| N° | Localité   | Statut | Population |
| -- | ---------- | ------ | ---------- |
| 1  | Khabarovsk | ville  | 617 441    |

### Ville (okroug urbain) de Komsomolsk-sur-l'Amour
| Localité               | Statut | Population |
| ---------------------- | ------ | ---------- |
| Komsomolsk-sur-l'Amour | ville  | 238 505    |

### Autres villes
Les villes d'Amoursk, Bikine, Nikolaïevsk-sur-l'Amour et Sovetskaïa Gavan font partie des raïons administratifs et municipaux correspondants.

## Raïons

### Raïon d'Amoursk
| Liste des localités          | Liste des localités | Liste des localités | Liste des localités |
| N°                           | Localité            | Statut              | Population          |
| ---------------------------- | ------------------- | ------------------- | ------------------- |
| Ville d'importance régionale |                     |                     |                     |
| 1                            | Amoursk             | ville               | 38 606              |
| Commune urbaine              |                     |                     |                     |
| 2                            | Elban               | commune urbaine     | 10 382              |
| Établissements ruraux        |                     |                     |                     |
| 3                            | Atchan              | village             | 616                 |
| 4                            | Bolon               | village             | 381                 |
| 5                            | Vandan              | gare de possiolok   | 3                   |
| 6                            | Voznessenskoïe      | village             | 1935                |
| 7                            | Goloubitchnoïe      | village             | 4                   |
| 8                            | Djarmen             | gare de possiolok   | 0                   |
| 9                            | Djelioumken         | gare de possiolok   | 10                  |
| 10                           | Djouïen             | village             | 517                 |
| 11                           | Dippy               | village             | 21                  |
| 12                           | Izvestkovy          | village             | 1301                |
| 13                           | Lesnoï              | village             | 133                 |
| 14                           | Litovko             | village             | 1679                |
| 15                           | Malmyj              | gare de possiolok   | 64                  |
| 16                           | Mengon              | gare de possiolok   | 12                  |
| 17                           | Nouskhi             | gare de possiolok   | 2                   |
| 18                           | Ommi                | village             | 373                 |
| 19                           | Padali              | village             | 147                 |
| 20                           | Partizanskié Sopki  | gare de possiolok   | 4                   |
| 21                           | Rybbaza             | village             | 35                  |
| 22                           | Sanboli             | possiolok           | 854                 |
| 23                           | Selgon              | gare de possiolok   | 71                  |
| 24                           | Teïssine            | gare de possiolok   | 416                 |
| 25                           | Ukraïnka            | village             | 60                  |
| 26                           | Oust-Gour           | village             | 97                  |
| 27                           | Forel               | gare de possiolok   | 76                  |
| 28                           | Khevtchen           | Razezd              | 18                  |
| 29                           | 18                  | Razezd              | 9                   |
| 30                           | 21                  | Razezd              | 11                  |
| 31                           | 37 km               | caserne             | 2                   |
| 32                           | 147 km              | gare de possiolok   | 2                   |
| 33                           | 207 km              | caserne             | 11                  |
| 34                           | 213 km              | caserne             | 0                   |
| 35                           | 286 km              | caserne             | 0                   |

### Raïon d'Aïan-Maïsk
| Liste des localités | Liste des localités | Liste des localités | Liste des localités |
| N°                  | Localité            | Statut              | Population          |
| ------------------- | ------------------- | ------------------- | ------------------- |
| 1                   | Aïm                 | village             | 172                 |
| 2                   | Aldom               | poste de montagne   | 0                   |
| 3                   | Aïan                | village             | 788                 |
| 4                   | Batoma              | station météo       | 1                   |
| 5                   | Djigda              | village             | 220                 |
| 6                   | Kouroun-Ouriak      | station météo       | 0                   |
| 7                   | Nelkan              | village             | 721                 |
| 8                   | Razveznoï           | poste de montagne   | 0                   |
| 9                   | Semiretchié         | poste de montagne   | 0                   |
| 10                  | Fiodrovo            | village             | 0                   |
| 11                  | Tsipanda            | poste de montagne   | 0                   |

### Raïon de Bikine
| Liste des localités          | Liste des localités | Liste des localités | Liste des localités |
| N°                           | Localité            | Statut              | Population          |
| ---------------------------- | ------------------- | ------------------- | ------------------- |
| Ville d'importance régionale |                     |                     |                     |
| 1                            | Bikine              | ville               | 16 240              |
| Établissements ruraux        |                     |                     |                     |
| 2                            | Boïtsovo            | village             | 25                  |
| 3                            | Vassilievka         | village             | 29                  |
| 4                            | Dobrolioubovo       | village             | 94                  |
| 5                            | Lermontovka         | village             | 2964                |
| 6                            | Lossopilnoïe        | village             | 529                 |
| 7                            | Lontchakovo         | village             | 565                 |
| 8                            | Orenbourgskoïe      | village             | 772                 |
| 9                            | Perelessok          | village             | 16                  |
| 10                           | Pokrovka            | village             | 166                 |
| 11                           | Pouchkino           | village             | 346                 |
| 12                           | Rossengartovka      | possiolok           | 161                 |

### Raïon de Vanino
| Liste des localités | Liste des localités | Liste des localités | Liste des localités |
| N°                  | Localité            | Statut              | Population          |
| ------------------- | ------------------- | ------------------- | ------------------- |
| 1                   | Akour               | gare de possiolok   | 20                  |
| 2                   | Akourski sovkhoze   | village             | 0                   |
| 3                   | Vanino              | commune urbaine     | 17 326              |
| 4                   | Vyssokogorny        | commune urbaine     | 2512                |
| 5                   | Datta               | gare de possiolok   | 7                   |
| 6                   | Datta               | village             | 679                 |
| 7                   | Diouanka            | village             | 3                   |
| 8                   | Kenada              | possiolok           | 610                 |
| 9                   | Kosgrambo           | gare de possiolok   | 1                   |
| 10                  | Koto                | gare de possiolok   | 11                  |
| 11                  | Kouznetsovski       | gare de possiolok   | 0                   |
| 12                  | Mongokhto           | village             | 3118                |
| 13                  | Oktiabrski          | commune urbaine     | 6129                |
| 14                  | Oouné               | gare de possiolok   | 6                   |
| 15                  | Toki                | possiolok           | 2209                |
| 16                  | Touloutchi          | possiolok           | 494                 |
| 17                  | Toumine             | possiolok           | 875                 |
| 18                  | Ouska-Orotchskaïa   | village             | 562                 |
| 19                  | Ouska-Rousskaïa     | village             | 0                   |
| 20                  | Khoutou             | village             | 0                   |

### Raïon de la Haute-Boureïa
| Liste des localités | Liste des localités | Liste des localités | Liste des localités |
| N°                  | Localité            | Statut              | Population          |
| ------------------- | ------------------- | ------------------- | ------------------- |
| 1                   | Adnikan             | razezd              | 0                   |
| 2                   | Alanap              | village             | 180                 |
| 3                   | Alonka              | possiolok           | 397                 |
| 4                   | Vessioly            | possiolok           | 14                  |
| 5                   | Gerbi               | possiolok           | 299                 |
| 6                   | Zimovié             | gare de possiolok   | 30                  |
| 7                   | Listvenny           | possiolok           | 2                   |
| 8                   | Mochka              | gare de possiolok   | 0                   |
| 9                   | Novy Ourgal         | commune urbaine     | 7231                |
| 10                  | Sogd                | village             | 100                 |
| 11                  | Soloni              | possiolok           | 233                 |
| 12                  | Sofiïsk             | possiolok           | 225                 |
| 13                  | Sredny Ourgal       | village             | 287                 |
| 14                  | Strouïoutchastok    | possiolok           | 0                   |
| 15                  | Soulouk             | possiolok           | 560                 |
| 16                  | Talandja            | gare de possiolok   | 46                  |
| 17                  | Tarakelok           | gare de possiolok   | 0                   |
| 18                  | Tyrma               | possiolok           | 1498                |
| 19                  | Ourgal              | possiolok           | 108                 |
| 20                  | Oust-Ourgal         | village             | 154                 |
| 21                  | Ouchman             | gare de possiolok   | 14                  |
| 22                  | TSEC                | possiolok           | 905                 |
| 23                  | Tchegdomyne         | commune urbaine     | 11 895              |
| 24                  | Tchekounda          | village             | 166                 |
| 25                  | Chakhtinski         | village             | 27                  |
| 26                  | Elga                | gare de possiolok   | 180                 |
| 27                  | Etyrken             | possiolok           | 580                 |
| 28                  | Ekhilkan            | gare de possiolok   | 42                  |
| 29                  | Iagdynia            | gare de possiolok   | 0                   |
| 30                  | 142 km              | caserne             | 0                   |

### Raïon de Viazemski
| Liste des localités | Liste des localités | Liste des localités | Liste des localités |
| N°                  | Localité            | Statut              | Population          |
| ------------------- | ------------------- | ------------------- | ------------------- |
| 1                   | Avan                | village             | 626                 |
| 2                   | Venioukovo          | village             | 234                 |
| 3                   | Vidnoïe             | village             | 97                  |
| 4                   | Vinogradovka        | village             | 140                 |
| 5                   | Viazemski           | ville               | 12 775              |
| 6                   | Gedike              | gare de possiolok   | 18                  |
| 7                   | Glebovo             | village             | 211                 |
| 8                   | Dormidontovka       | possiolok           | 1222                |
| 9                   | Dormidontovka       | village             | 512                 |
| 10                  | Zabaïkalskoïe       | village             | 284                 |
| 11                  | Kamenouchka         | gare de possiolok   | 7                   |
| 12                  | Kapitonovka         | village             | 474                 |
| 13                  | Kedrovo             | village             | 73                  |
| 14                  | Kotikovo            | gare de possiolok   | 32                  |
| 15                  | Kotikovo            | village             | 496                 |
| 16                  | Krasitskoïe         | village             | 568                 |
| 17                  | Koukelevo           | village             | 150                 |
| 18                  | Medvejni            | possiolok           | 37                  |
| 19                  | Otradnoïe           | village             | 761                 |
| 20                  | Roskoch             | village             | 0                   |
| 21                  | Sadovoïe            | village             | 169                 |
| 22                  | Snarski             | possiolok           | 11                  |
| 23                  | Cheremetievo        | village             | 530                 |
| 24                  | Choumy              | possiolok           | 249                 |

### Raïon nommé d'après Lazo
| Liste des localités | Liste des localités        | Liste des localités | Liste des localités |
| N°                  | Localité                   | Statut              | Population          |
| ------------------- | -------------------------- | ------------------- | ------------------- |
| 1                   | 34e kilomètre              | possiolok           | 33                  |
| 2                   | 43e kilomètre              | possiolok           | 235                 |
| 3                   | 52e kilomètre              | possiolok           | 12                  |
| 4                   | Argounskoïe                | village             | 10                  |
| 5                   | Baza Drofa                 | possiolok           | 450                 |
| 6                   | Bitchevaïa                 | village             | 1151                |
| 7                   | Vassilievka                | village             | 108                 |
| 8                   | Vladimirovka               | village             | 39                  |
| 9                   | Votorï Splavnoï Outchastok | village             | 82                  |
| 10                  | Gvassiougui                | village             | 211                 |
| 11                  | Gueorguievka               | village             | 1186                |
| 12                  | Grodekovo                  | village             | 1165                |
| 13                  | Dalnevostochnoïe           | village             |                     |
| 14                  | Dolmi                      | possiolok           | 238                 |
| 15                  | Drofa                      | village             | 518                 |
| 16                  | Dourminee                  | possiolok           | 676                 |
| 17                  | Iekaterinoslavka           | village             | 643                 |
| 18                  | Zmeïka                     | possiolok           | 2                   |
| 19                  | Zoïevka                    | village             | 151                 |
| 20                  | Zolotoï                    | possiolok           | 232                 |
| 21                  | Kamenets-Podolsk           | village             | 56                  |
| 22                  | Katen                      | possiolok           | 83                  |
| 23                  | Kiïnsk                     | village             | 435                 |
| 24                  | Kiïa                       | possiolok           | 110                 |
| 25                  | Kondratievka               | village             | 287                 |
| 26                  | Krouglikovo                | gare de possiolok   | 56                  |
| 27                  | Krouglikovo                | village             | 320                 |
| 28                  | Koutouzovka                | village             | 90                  |
| 29                  | Maroussino                 | village             | 485                 |
| 30                  | Moguilevka                 | village             | 1061                |
| 31                  | Moukhen                    | commune urbaine     | 3018                |
| 32                  | Nevelskoïe                 | village             | 67                  |
| 33                  | Novostroïka                | village             | 621                 |
| 34                  | Obor                       | village             | 560                 |
| 35                  | Pavlenkovo                 | village             | 340                 |
| 36                  | Pereïaslavka               | commune urbaine     | 7892                |
| 37                  | Petrovitch                 | village             | 267                 |
| 38                  | Poliotnoïe                 | village             | 1043                |
| 39                  | Proudki                    | village             | 126                 |
| 40                  | Sviatogorié                | village             | 554                 |
| 41                  | Sidima                     | possiolok           | 629                 |
| 42                  | Sita                       | possiolok           | 1272                |
| 43                  | Sokolovka                  | village             | 392                 |
| 44                  | Solontsov                  | possiolok           | 182                 |
| 45                  | Srednekhorski              | possiolok           | 156                 |
| 46                  | Soukpaï                    | possiolok           | 479                 |
| 47                  | Treti Splavnoï Outchastok  | possiolok           | 49                  |
| 48                  | Khaka                      | village             | 122                 |
| 49                  | Khor                       | commune urbaine     | 9952                |
| 50                  | Tcherniaïevo               | village             | 893                 |
| 51                  | Chapovalovka               | village             | 2                   |
| 52                  | Ioujny                     | possiolok           | 72                  |

### Raïon d'Imeni Polina Ossipenko
| Liste des localités | Liste des localités    | Liste des localités                  | Liste des localités |
| N°                  | Localité               | Statut                               | Population          |
| ------------------- | ---------------------- | ------------------------------------ | ------------------- |
| 1                   | Briakan                | village                              | 836                 |
| 2                   | Vessiolaïa Gorka       | village                              | 26                  |
| 3                   | Vladimirovka           | village                              | 205                 |
| 4                   | Glavny Stan            | village                              | 59                  |
| 5                   | Gouga                  | village                              | 2                   |
| 6                   | Imeni Polina Ossipenko | village                              | 1894                |
| 7                   | Kamenka                | poste hydrologique                   | 2                   |
| 8                   | Kniazevo               | village                              | 11                  |
| 9                   | Nilankan               | point de contrôle des communications | 0                   |
| 10                  | Obkhorocheïe           | poste hydrologique                   | 1                   |
| 11                  | Oglongui               | village                              | 345                 |
| 12                  | Oktiabrski             | possiolok                            | 0                   |
| 13                  | Timtchenko             | poste hydrologique                   | 1                   |
| 14                  | Oudinsk                | village                              | 81                  |
| 15                  | Oupagda                | poste hydrologique                   | 1                   |
| 16                  | Kherpoutchi            | village                              | 409                 |

### Raïon de Komsomol

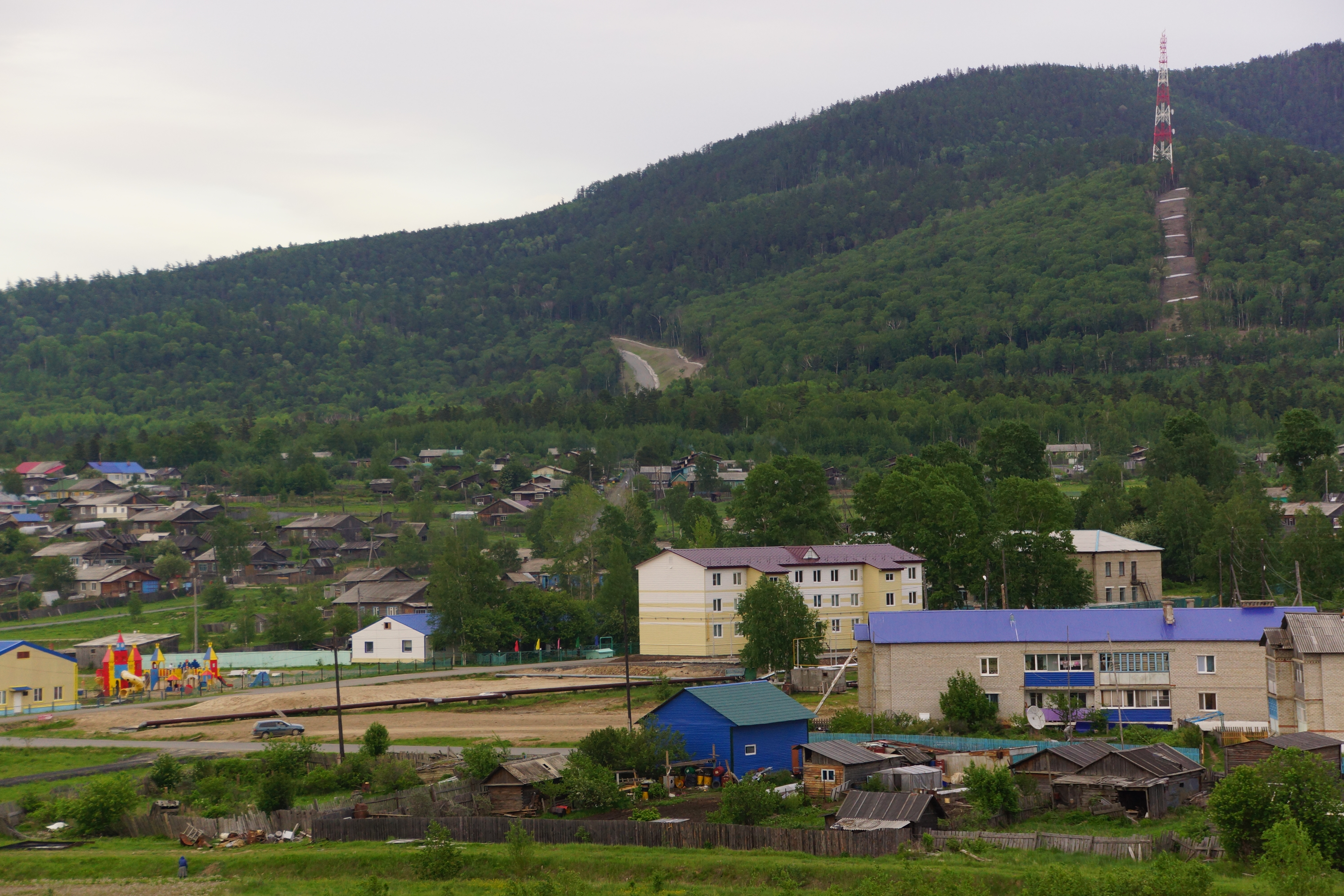
Vue de Iagodny.

| Liste des localités | Liste des localités                    | Liste des localités | Liste des localités |
| N°                  | Localité                               | Statut              | Population          |
| ------------------- | -------------------------------------- | ------------------- | ------------------- |
| 1                   | Belgo                                  | village             | 302                 |
| 2                   | Bitchi                                 | village             | 2                   |
| 3                   | Boktot                                 | village             | 252                 |
| 4                   | Bolchaïa Kartel                        | village             | 1567                |
| 5                   | Verkhnetambovskoïe                     | village             | 129                 |
| 6                   | Verkhniaïa Ekon                        | village             | 501                 |
| 7                   | Gaïter                                 | gare de possiolok   | 41                  |
| 8                   | Gaïter                                 | village             | 585                 |
| 9                   | Galitchny                              | possiolok           | 483                 |
| 10                  | Gourskoïe                              | possiolok           | 632                 |
| 11                  | Dappy                                  | village             | 329                 |
| 12                  | Dom otdykha Chavrov                    | centre de loisirs   | 2                   |
| 13                  | Kenaï                                  | possiolok           | 485                 |
| 14                  | Matchovy                               | possiolok           | 6                   |
| 15                  | Molodiojny                             | possiolok           | 1297                |
| 16                  | Nijnetambovskoïe                       | village             | 767                 |
| 17                  | Nijnié Khalby                          | village             | 401                 |
| 18                  | Novoïlinovka                           | village             | 67                  |
| 19                  | Novy Mir                               | village             | 1091                |
| 20                  | Oktiabrski                             | village             | 0                   |
| 21                  | Pivan                                  | possiolok           | 1730                |
| 22                  | Pionerski laguer imeni Olega Kochevogo | village             | 0                   |
| 23                  | Poni                                   | gare de possiolok   | 0                   |
| 24                  | Potchepta                              | gare de possiolok   | 4                   |
| 25                  | Selikhino                              | village             | 3624                |
| 26                  | Snejny                                 | possiolok           | 1578                |
| 27                  | Srednetambovskoïe                      | village             | 19                  |
| 28                  | Ouktout                                | possiolok           | 1268                |
| 29                  | Khourba                                | village             | 5046                |
| 30                  | Tchiorny Mys                           | village             | 142                 |
| 31                  | Chelekhovo                             | village             | 18                  |
| 32                  | Eldigan                                | gare de possiolok   | 8                   |
| 33                  | Emmer                                  | village             | 22                  |
| 34                  | Iagodny                                | possiolok           | 1594                |
| 35                  | 105 km                                 | razyed              | 23                  |

### Raïon des Nanaïs
| Liste des localités | Liste des localités | Liste des localités | Liste des localités |
| N°                  | Localité            | Statut              | Population          |
| ------------------- | ------------------- | ------------------- | ------------------- |
| 1                   | Arsenievo           | village             | 295                 |
| 2                   | Verkhny Nerguen     | village             | 504                 |
| 3                   | Verkhniaïa Manoma   | village             | 126                 |
| 4                   | Gassi               | village             | 21                  |
| 5                   | Dada                | village             | 412                 |
| 6                   | Daïerga             | village             | 688                 |
| 7                   | Djari               | village             | 706                 |
| 8                   | Djonka              | possiolok           | 950                 |
| 9                   | Doubovy Mys         | village             | 819                 |
| 10                  | Innokentievka       | village             | 726                 |
| 11                  | Irska               | village             | 27                  |
| 12                  | Lidoga              | village             | 1356                |
| 13                  | Malmyj              | village             | 46                  |
| 14                  | Maïak               | village             | 1440                |
| 15                  | Naïkhine            | village             | 904                 |
| 16                  | Nijniaïa Manoma     | village             | 116                 |
| 17                  | Sinda               | possiolok           | 802                 |
| 18                  | Slavianka           | village             | 41                  |
| 19                  | Troïtskoïe          | village             | 4683                |
| 20                  | Ouni                | village             | 41                  |

### Raïon de Nikolaïevsk

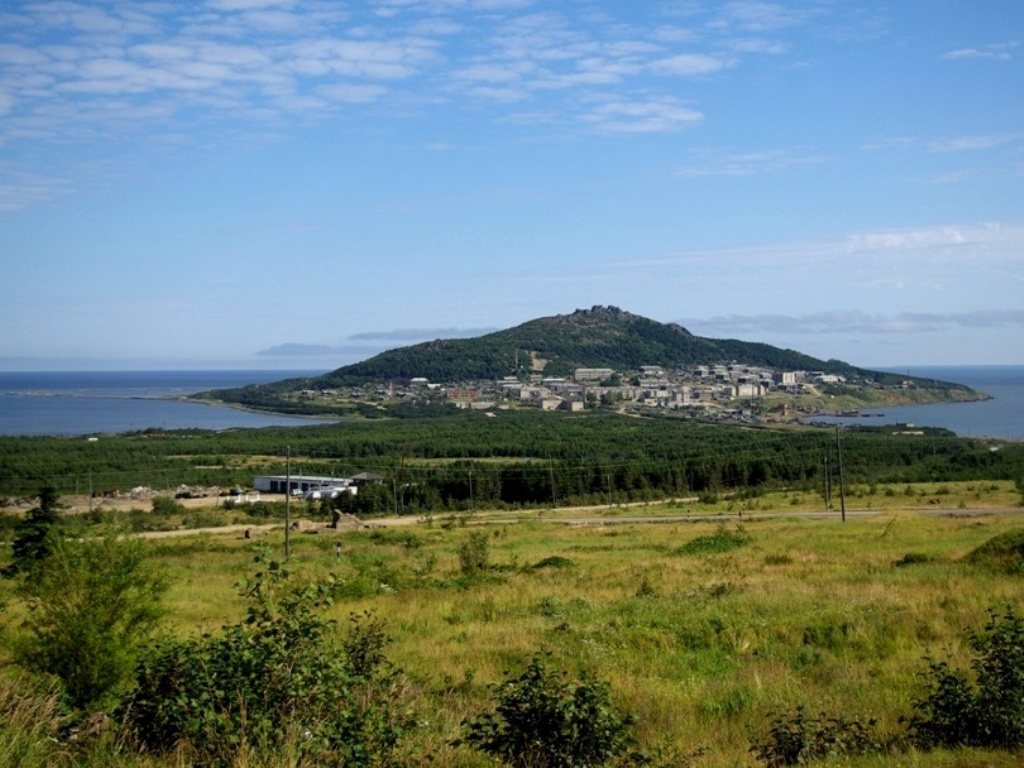
Vue de Lazarev.

| Liste des localités          | Liste des localités     | Liste des localités | Liste des localités |
| N°                           | Localité                | Statut              | Population          |
| ---------------------------- | ----------------------- | ------------------- | ------------------- |
| Ville d'importance régionale |                         |                     |                     |
| 1                            | Nikolaïevsk-sur-l'Amour | ville               | 18 631              |
| Communes urbaines            |                         |                     |                     |
| 2                            | Lazarev                 | commune urbaine     | 912                 |
| 3                            | Mnogoverchinny          | commune urbaine     | 1599                |
| Établissements ruraux        |                         |                     |                     |
| 4                            | Aleïevka                | village             | 29                  |
| 5                            | Alekseeïevka            | village             | 1                   |
| 6                            | Baïdoukovo              | village             | 0                   |
| 7                            | Vidanovo                | village             | 18                  |
| 8                            | Vlassievo               | village             | 7                   |
| 9                            | Gyrman                  | village             | 39                  |
| 10                           | Djaore                  | village             | 0                   |
| 11                           | Innokentievka           | village             | 416                 |
| 12                           | Konstantinovka          | village             | 435                 |
| 13                           | Krasnoïe                | village             | 642                 |
| 14                           | Litke                   | village             | 2                   |
| 15                           | Mago                    | possiolok           | 854                 |
| 16                           | Makarovka               | village             | 2                   |
| 17                           | Niguir                  | village             | 233                 |
| 18                           | Nijneïe Prongue         | possiolok           | 118                 |
| 19                           | Ozerpakh                | possiolok           | 140                 |
| 20                           | Orel-Tchlia             | village             | 20                  |
| 21                           | Oremif                  | village             | 129                 |
| 22                           | Podgornoïe              | village             | 5                   |
| 23                           | Pouïr                   | possiolok           | 0                   |
| 24                           | Sakharovka              | village             | 24                  |
| 25                           | Svobodnoïe              | village             | 0                   |
| 26                           | Tneïvakh                | village             | 13                  |
| 27                           | Tchlia                  | village             | 294                 |
| 28                           | Tchnyrrakh              | possiolok           | 154                 |

### Raïon d'Okhotsk
| Liste des localités | Liste des localités | Liste des localités | Liste des localités |
| N°                  | Localité            | Statut              | Population          |
| ------------------- | ------------------- | ------------------- | ------------------- |
| 1                   | Arka                | village             | 634                 |
| 2                   | Aeroport            | possiolok           | 299                 |
| 3                   | Boulguine           | village             | 444                 |
| 4                   | Vostretsovo         | village             | 421                 |
| 5                   | Inia                | village             | 243                 |
| 6                   | Morskoï             | possiolok           | 112                 |
| 7                   | Novaïa Inia         | possiolok           | 286                 |
| 8                   | Novoïe Oustié       | possiolok           | 218                 |
| 9                   | Niadbaki            | village             | 28                  |
| 10                  | Okhotsk             | commune urbaine     | 3332                |
| 11                  | Rezidentsia         | village             | 50                  |
| 12                  | Selkhozferma        | possiolok           | 5                   |
| 13                  | Oustchan            | possiolok           | 34                  |

### Raïon de Sovetskaïa Gavan
| Liste des localités | Liste des localités          | Liste des localités | Liste des localités |
| N°                  | Localité                     | Statut              | Population          |
| ------------------- | ---------------------------- | ------------------- | ------------------- |
|                     | Ville d'importance régionale |                     |                     |
| 1                   | Sovetskaïa Gavan             | ville               | 24 231              |
|                     | Commune urbaines             |                     |                     |
| 2                   | Zavety Ilitcha               | commune urbaine     | 8050                |
| 3                   | Lossosnia                    | commune urbaine     | 2573                |
| 4                   | Maïski                       | commune urbaine     | 1951                |
|                     | Établissements ruraux        |                     |                     |
| 5                   | Gatka                        | possiolok           | 729                 |
| 6                   | Grossevitch                  | village             | 0                   |
| 7                   | Innokentievski               | possiolok           | 0                   |
| 8                   | Koppi                        | possiolok           | 0                   |
| 9                   | Nelma                        | possiolok           | 0                   |

### Raïon de Solnetchny
| Liste des localités | Liste des localités  | Liste des localités | Liste des localités |
| N°                  | Localité             | Statut              | Population          |
| ------------------- | -------------------- | ------------------- | ------------------- |
| 1                   | Amgoun               | possiolok           | 393                 |
| 2                   | Beriozovy            | possiolok           | 4442                |
| 3                   | Bolen                | village             | 25                  |
| 4                   | Gorine               | possiolok           | 3209                |
| 5                   | Gorny                | possiolok           | 1134                |
| 6                   | Djamkou              | possiolok           | 530                 |
| 7                   | Domostroïtelny Zavod | possiolok           | 242                 |
| 8                   | Douki                | possiolok           | 1201                |
| 9                   | Kondon               | village             | 515                 |
| 10                  | Lian                 | possiolok           | 2                   |
| 11                  | Mavrinsk             | village             | 0                   |
| 12                  | Selkhoz              | possiolok           | 37                  |
| 13                  | Solnetchny           | commune urbaine     | 12 267              |
| 14                  | Tavlinka             | village             | 331                 |
| 15                  | Khalgasso            | possiolok           | 171                 |
| 16                  | Kharpitchan          | possiolok           | 508                 |
| 17                  | Khourmouli           | village             | 1661                |
| 18                  | Everon               | village             | 823                 |

### Raïon de Tougour-Tchoumikan
| Liste des localités | Liste des localités | Liste des localités | Liste des localités |
| N°                  | Localité            | Statut              | Population          |
| ------------------- | ------------------- | ------------------- | ------------------- |
| 1                   | Algazeïa            | village             | 41                  |
| 2                   | Bolchoï Shantar     | Station météo       | 0                   |
| 3                   | Bouroukan           | Station météo       | 0                   |
| 4                   | Djana               | Station météo       | 0                   |
| 5                   | Neran               | village             | 45                  |
| 6                   | Torom               | village             | 45                  |
| 7                   | Tougour             | village             | 315                 |
| 8                   | Oudskoïe            | village             | 339                 |
| 9                   | Tchoumikan          | village             | 1055                |

### Raïon Oultche
| Liste des localités | Liste des localités         | Liste des localités | Liste des localités |
| N°                  | Localité                    | Statut              | Population          |
| ------------------- | --------------------------- | ------------------- | ------------------- |
| 1                   | AnninskiéMineralnié Vody    | village             | 161                 |
| 2                   | Beloglinka                  | village             | 11                  |
| 3                   | Bogorodskoïe                | village             | 3316                |
| 4                   | Bolchoï Sanniki             | village             | 244                 |
| 5                   | Boulava                     | village             | 1508                |
| 6                   | Bystrinsk                   | possiolok           | 151                 |
| 7                   | Voskressenskoïe             | village             | 0                   |
| 8                   | De-Kastri                   | possiolok           | 2658                |
| 9                   | Doudy                       | village             | 206                 |
| 10                  | Selo imeni Maksima Gorskogo | village             | 3                   |
| 11                  | Kalinovka                   | village             | 129                 |
| 12                  | Kalma                       | village             | 58                  |
| 13                  | Kizi                        | village             | 0                   |
| 14                  | Kisseliovka                 | village             | 567                 |
| 15                  | Klioutchevoï                | possiolok           | 16                  |
| 16                  | Koltchiom                   | village             | 29                  |
| 17                  | Mariïnski Reïd              | possiolok           | 336                 |
| 18                  | Mariïnskoïe                 | village             | 454                 |
| 19                  | Mongol                      | village             | 100                 |
| 20                  | Nijniaïa Gavan              | village             | 102                 |
| 21                  | Novotroïtskoe               | village             | 0                   |
| 22                  | Rechaïouchtchi              | possiolok           | 141                 |
| 23                  | Savinskoïe                  | village             | 266                 |
| 24                  | Solontsy                    | village             | 320                 |
| 25                  | Sofiïsk                     | village             | 620                 |
| 26                  | Soussanino                  | village             | 720                 |
| 27                  | Takhta                      | village             | 572                 |
| 28                  | Toulinskoïe                 | village             | 0                   |
| 29                  | Tyr                         | possiolok           | 463                 |
| 30                  | Oukhta                      | village             | 123                 |
| 31                  | Zimmermanovka               | possiolok           | 1314                |
| 32                  | Tchilba                     | village             | 16                  |

### Raïon de Khabarovsk

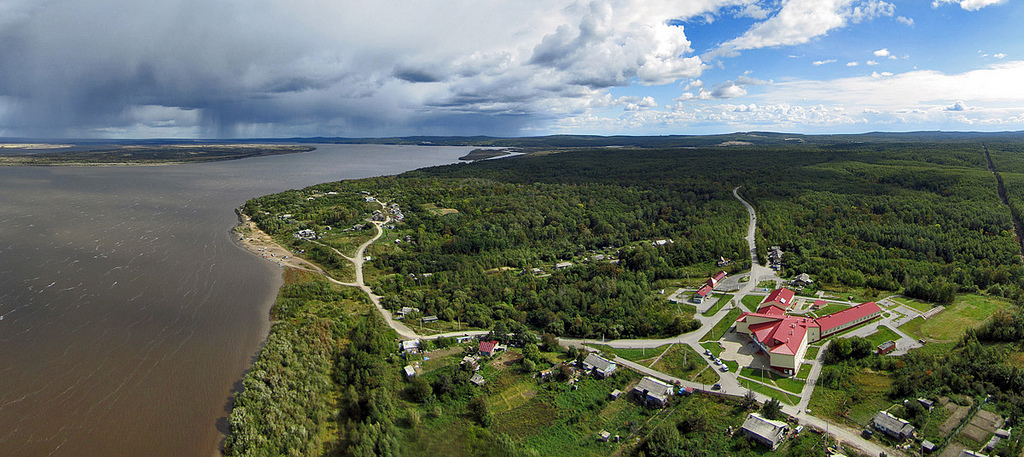
Photographie aérienne de Sikhatchi-Alian.

| Liste des localités | Liste des localités | Liste des localités | Liste des localités |
| N°                  | Localité            | Statut              | Population          |
| ------------------- | ------------------- | ------------------- | ------------------- |
| 1                   | Anastassevka        | village             | 1723                |
| 2                   | Blagodatnoïe        | village             | 834                 |
| 3                   | Bytchikha           | village             | 1711                |
| 4                   | Vinogradovka        | village             | 1178                |
| 5                   | Voronejskoïe-1      | village             | onze                |
| 6                   | Voronejskoïe-2      | village             | 249                 |
| 7                   | Voronejskoïe-3      | village             | 121                 |
| 8                   | Vostotchnoïe        | village             | 2996                |
| 9                   | Voskhod             | village             | 139                 |
| 10                  | Viatskoïe           | village             | 891                 |
| 11                  | Galkino             | village             | 964                 |
| 12                  | Garovka-1           | village             | 1259                |
| 13                  | Garovka-2           | village             | 1618                |
| 14                  | Dogordon            | possiolok           | 57                  |
| 15                  | Droujba             | village             | 1921                |
| 16                  | Ielabouga           | village             | 416                 |
| 17                  | Zaoziornoïe         | village             | 2074                |
| 18                  | Ivankovtsy          | village             | 3                   |
| 19                  | Ilinka              | village             | 3228                |
| 20                  | Kazakevitchevo      | village             | 869                 |
| 21                  | Kalinka             | village             | 1880                |
| 22                  | Kniaze-Volkonskoïe  | village             | 6758                |
| 23                  | Konstantinovka      | village             | 421                 |
| 24                  | Korsakovo-1         | village             | 868                 |
| 25                  | Korsakovo-2         | village             | 279                 |
| 26                  | Korfovsky           | commune urbaine     | 4890                |
| 27                  | Krasnoznamenka      | village             | 57                  |
| 28                  | Krasnoretchenskoïe  | village             | 2317                |
| 29                  | Krasnosselskoïe     | village             | 4                   |
| 30                  | Koukan              | possiolok           | 738                 |
| 31                  | Lesnoïe             | village             | 114                 |
| 32                  | Malinovka           | village             | 197                 |
| 33                  | Malychevo           | village             | 745                 |
| 34                  | Matveïevka          | village             | 2914                |
| 35                  | Mirnoïe             | village             | 3715                |
| 36                  | Mitchourinskoïe     | village             | 1357                |
| 37                  | Nagornoïe           | village             | 585                 |
| 38                  | Naoumovka           | village             | 65                  |
| 39                  | Nekrassovka         | village             | 9479                |
| 40                  | Novokamenka         | village             | 7                   |
| 41                  | Novokourovka        | village             | 310                 |
| 42                  | Novotroitskoïe      | village             | 200                 |
| 43                  | Ossinovaïa Retchka  | village             | 1463                |
| 44                  | Passeka             | village             | 243                 |
| 45                  | Petropavlovka       | village             | 242                 |
| 46                  | Podeba              | possiolok           | 425                 |
| 47                  | Rakitnoïe           | village             | 2311                |
| 48                  | Rovnoïe             | village             | 125                 |
| 49                  | Rochtchino          | village             | 934                 |
| 50                  | Svetchino           | village             | 120                 |
| 51                  | Sergueïevka         | village             | 1528                |
| 52                  | Sikatchi-Alian      | village             | 277                 |
| 53                  | Skvortsovo          | village             | 407                 |
| 54                  | Smirnovka           | village             | 223                 |
| 55                  | Sosnovka            | village             | 2225                |
| 56                  | Taïojnoïe           | village             | 2430                |
| 57                  | Tomskoïe            | village             | 2                   |
| 58                  | Topopolévo          | village             | 6022                |
| 59                  | Oulika-Nationalnoïe | village             | 115                 |
| 60                  | Oulika-Pavlovka     | village             | 0                   |
| 61                  | Fiodorovka          | village             | 541                 |
| 62                  | Khaïl               | village             | 0                   |
| 63                  | Khekhtsir           | possiolok           | 208                 |
| 64                  | Tchelny             | village             | 65                  |
| 65                  | Tchiornaïa Retchka  | village             | 1519                |
| 66                  | Tchernolessié       | village             | onze                |
| 67                  | Tchirki             | possiolok           | 103                 |
| 68                  | Tchistopolié        | village             | 325                 |
| 69                  | 18 km               | possiolok           | 33                  |
| 70                  | 24 km               | possiolok           | 29                  |